# 1044 Teutonia
Az 1044 Teutonia (ideiglenes jelöléssel 1924 RO) a Naprendszer kisbolygóövében található aszteroida. Karl Wilhelm Reinmuth fedezte fel 1924. május 10-én, Heidelbergben.